# Bolničko liječenje
Bolničko liječenje, vrsta zdravstvene zaštite, uz konzilijarnu zdravstvenu zaštitu, specijalističku zdravstvenu zaštitu i ambulantno liječenje. U obuhvat mu spadaju bolničko liječenje i ponavljajuće bolničko liječenje.
Bolničko liječenje mora pružiti uslugu dijagnostike, liječenje i/ili rehabilitaciju koju se ne može provesti ambulantnom suradnjom primarne i sekundarne/tercijarne razine zdravstvene zaštite. Liječnik specijalist obvezan je izdati interne uputnice za daljnje dijagnostičke obrade tijekom 6 mjeseci nakon otpusta unutar ili izvan ustanove temeljem preporuke na otpusnom pismu; izdati internu uputnicu za najviše 3 kontrolna pregleda (osim transplatiranih i osiguranih osoba na dijalizi / neograničen broj kontrola) tijekom najviše 365 dana od otpusta - dužan je odmah naručiti osiguranu osobu. Obvezan je izdati preporuku o uvođenju terapije koristivši generičko nazivlje medikamentozne terapije gdje god je moguće.
Ponavljajuće bolničko liječenje mora pružiti uslugu bolničkih liječenja koja se očekivano ponavljaju u pravilu unutar 30 dana od prethodnog otpusta iz bolnice (npr. bolničko liječenje radi kemoterapije), a ne mogu se provesti ambulantnim liječenjem. Liječnik specijalist obvezan je naručiti osiguranu osobu na sljedeću očekivanu hospitalizaciju, izdati interne uputnice za daljnje dijagnostičke obrade tijekom 6 mjeseci nakon zadnjeg otpusta unutar ili izvan ustanove temeljem preporuke na otpusnom pismu; izdati internu uputnicu za najviše 3 kontrolna pregleda (osim transplatiranih i osiguranih osoba na dijalizi / neograničen broj kontrola) tijekom najviše 365 dana od zadnjeg otpusta - dužan je odmah naručiti osiguranu osobu. Obvezan je izdati preporuku o uvođenju terapije koristivši generičko nazivlje medikamentozne terapije gdje god je moguće.